# Bradlee Anae
Bradlee Joseph Ioane Anae (Laie, 17 gennaio 1998) è un giocatore di football americano statunitense che milita nel ruolo di defensive end per gli Atlanta Falcons della National Football League (NFL).

## Carriera

### Dallas Cowboys
Biadasz al college giocò a football all'Università dello Utah dal 2016 al 2019 venendo premiato come All-American nell'ultima stagione. Fu scelto dai Dallas Cowboys nel corso del quinto giro (179º assoluto) del Draft NFL 2020, dopo che le sue quotazioni scesero per avere messo in mostra una cattiva prestazione nell'NFL Scouting Combine. Nella sua stagione da rookie disputò 7 partite, nessuna titolare.

### New York Jets
Il 19 gennaio 2022 Anae firmò con i New York Jets.